# Deramas nelvis
Deramas nelvis är en fjärilsart som beskrevs av John Nevill Eliot 1964. Deramas nelvis ingår i släktet Deramas och familjen juvelvingar. Inga underarter finns listade i Catalogue of Life.

## Bildgalleri

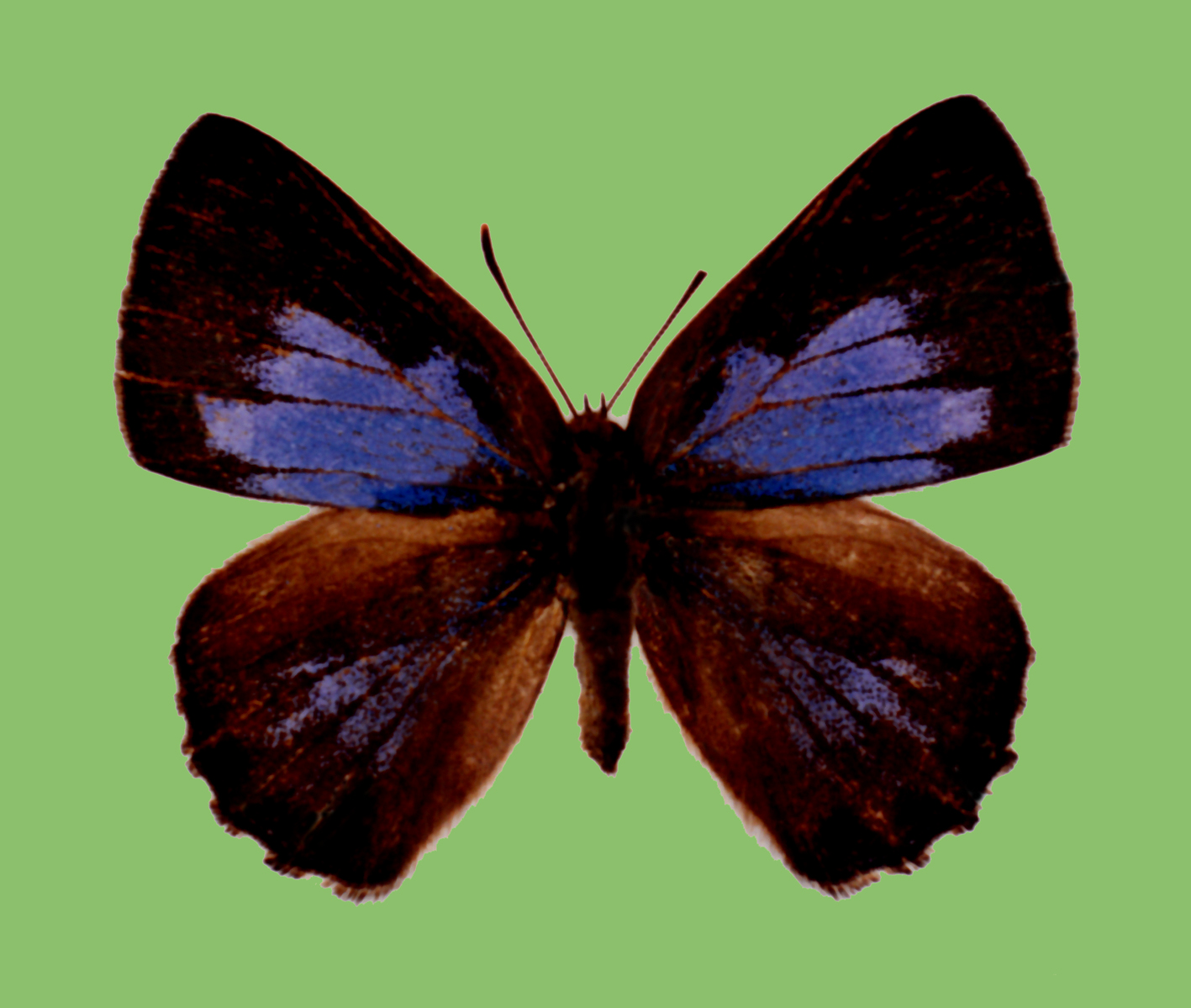
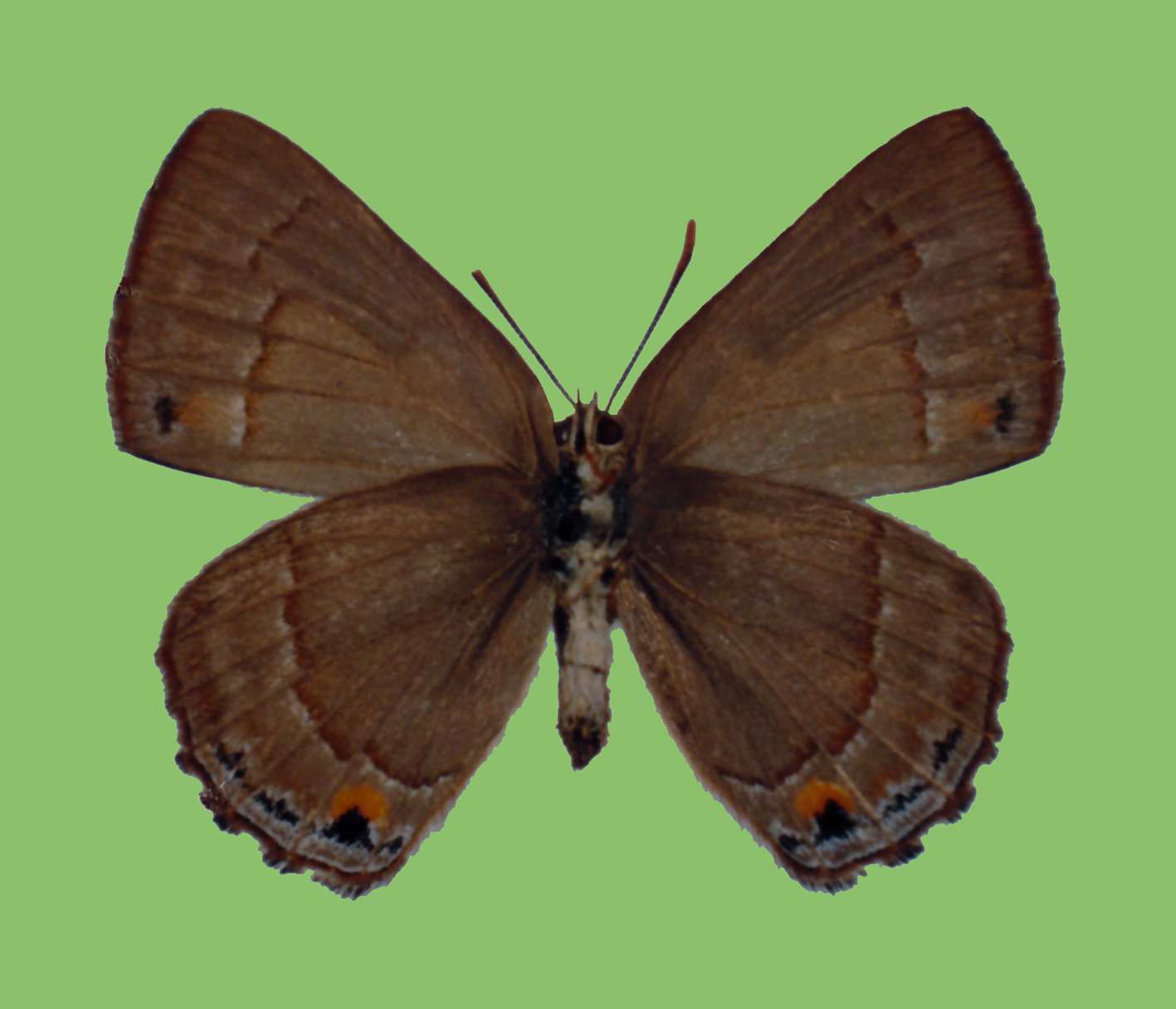
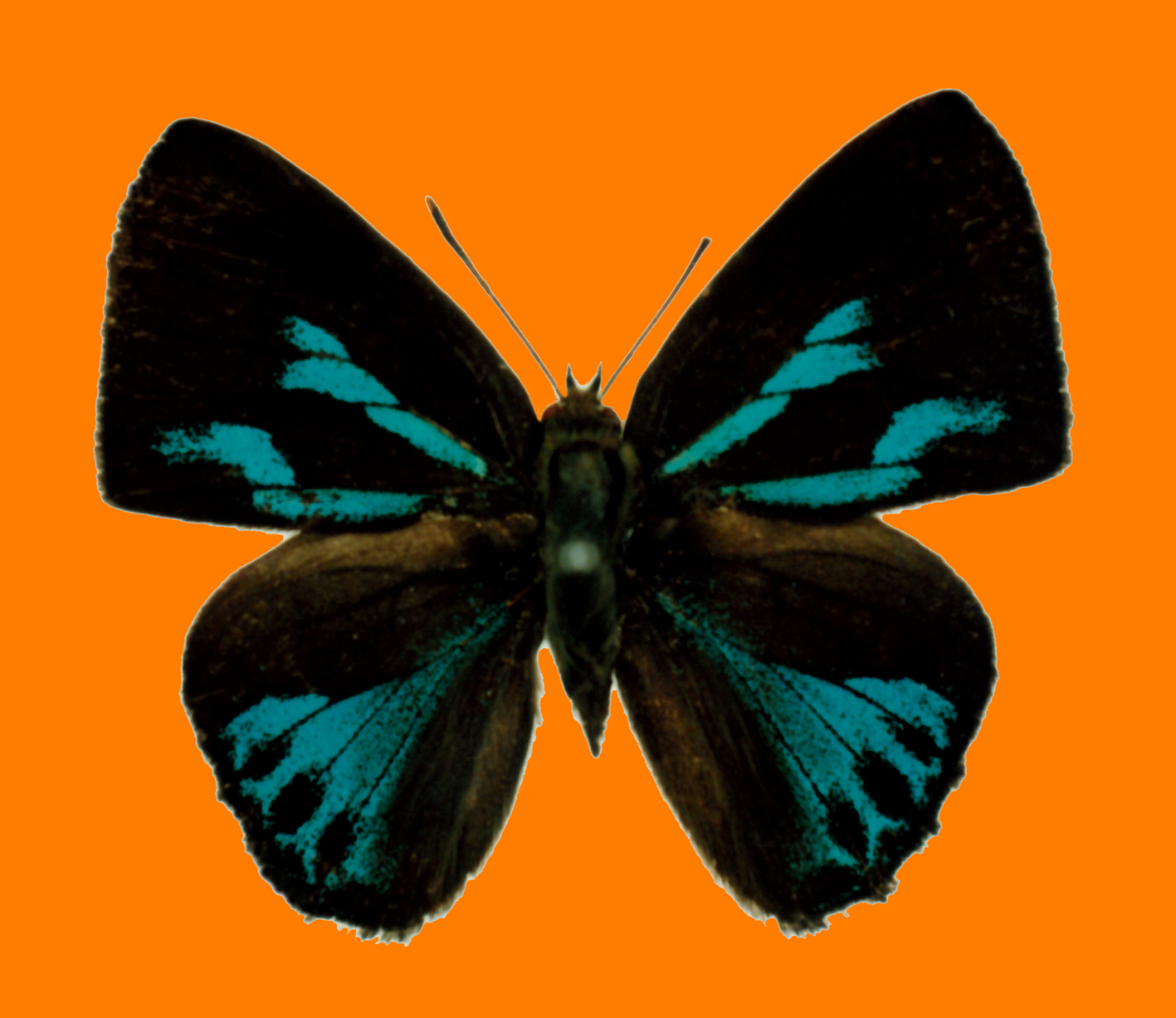
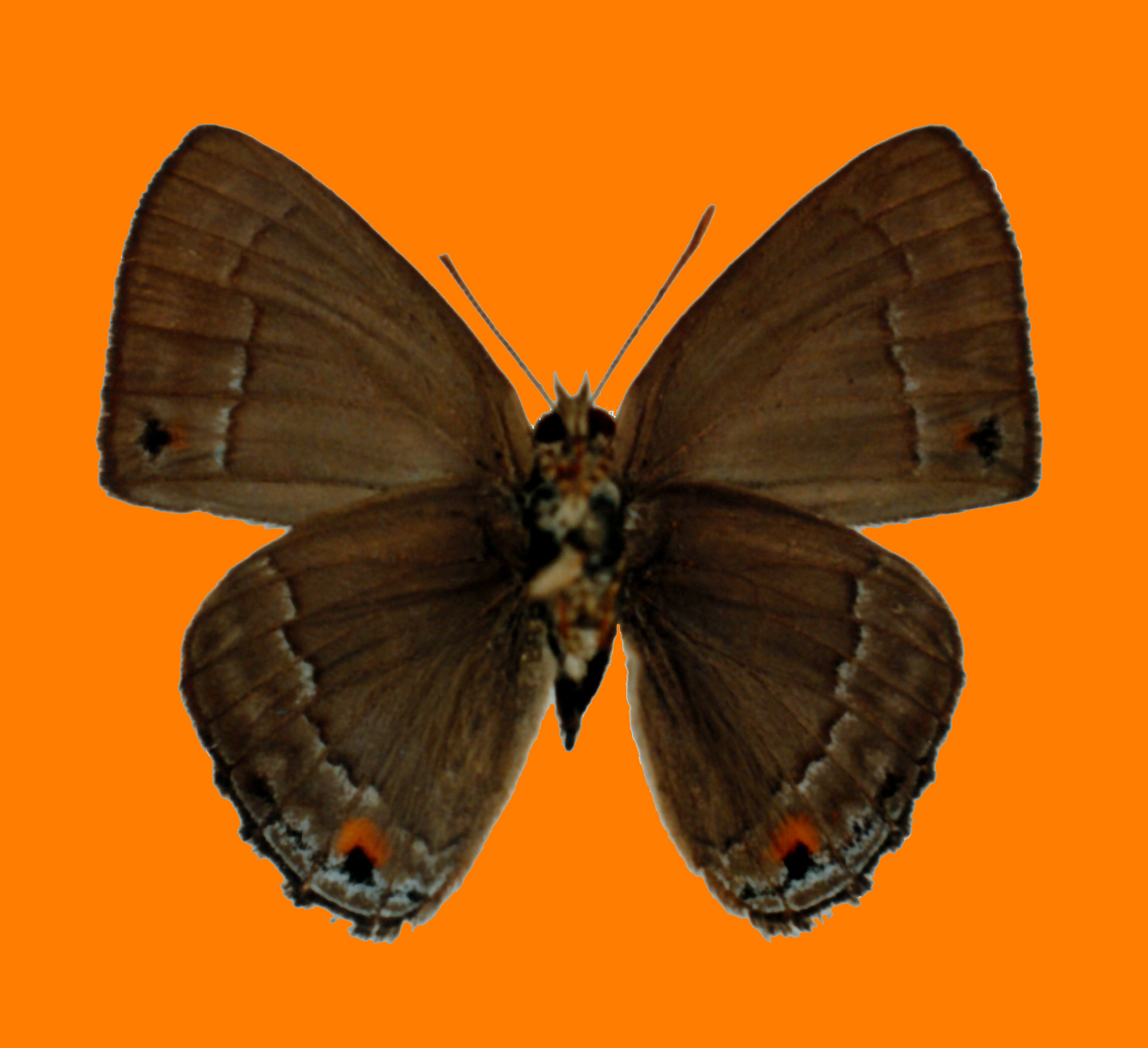